# Ernest Lundeen

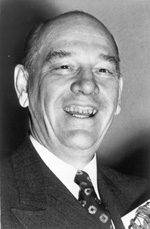
Ernest Lundeen

Ernest Lundeen (* 4. August 1878 in Beresford, Dakota-Territorium; † 31. August 1940 bei Lovettsville, Virginia) war ein US-amerikanischer Politiker, der den Bundesstaat Minnesota in beiden Kammern des Kongresses vertrat.

## Leben

### Frühes Leben
Ernest Lundeen trat kurz nach Schulabschluss der United States Army bei und kämpfte als Soldat im Spanisch-Amerikanischen Krieg im 12. Freiwilligenregiment von Minnesota. Erst 1901 gelang ihm der Schulabschluss am Carleton College in Northfield (Minnesota). Danach studierte Lundeen die Rechtswissenschaften an der University of Minnesota und wurde 1906 in die Anwaltskammer aufgenommen. Danach war er als Anwalt in Minneapolis tätig.

### Politische Karriere
1910 wurde Lundeen, der zu jener Zeit noch Parteimitglied der Republikaner war, ins Repräsentantenhaus von Minnesota gewählt, wo er einen Sitz bis 1914 innehatte. 1916 kandidierte er erfolgreich für einen Sitz im US-Repräsentantenhaus, dem er vom 4. März 1917 bis 3. März 1919 angehörte. Hier war Lundeen einer von nur 50 Abgeordneten, die sich gegen eine Teilnahme der Vereinigten Staaten am Ersten Weltkrieg aussprachen. Nachdem eine Wiederwahl im Jahr 1918 gescheitert war, kehrte Lundeen in sein Anwaltsbüro zurück. In den 1920er Jahren kandidierte er mehrmals ohne Erfolg für einen Sitz im Kongress oder den Posten des Gouverneurs von Minnesota.
Lundeen wechselte die Parteizugehörigkeit und hatte als Mitglied der Minnesota Farmer-Labor Party im Jahr 1932 offenkundig mehr Erfolg, als es ihm gelang, erneut ins Repräsentantenhaus gewählt zu werden, wo er vom 4. März 1933 bis 3. Januar 1937 einen Sitz innehatte. 1936 kandidierte Lundeen für den Posten eines US-Senators und hatte auch dieses Mal Erfolg; er wurde am 3. Januar 1937, dem Tag des Ausscheidens als Kongressabgeordneter, in sein neues Amt eingeführt. 1940 ermittelten US-Bundesbehörden gegen Lundeen, da er Geld vom NS-Spion George Sylvester Viereck angenommen hatte. Ein Mitarbeiter von Hamilton Fish III ließ Beweise verschwinden und lagerte diese im Abgeordnetenbüro von Fish im US-Repräsentantenhaus.

### Tod
Ernest Lundeen war nur eine relativ kurze Amtszeit als Senator vergönnt. Drei Jahre später, am Nachmittag des 31. August 1940, war Lundeen Passagier einer Douglas DC-3, die von Washington nach Detroit unterwegs war. Das Flugzeug geriet 23 Minuten nach dem Start in einen Sturm und stürzte auf das Gelände einer Farm, 36 Meilen westlich der Bundeshauptstadt. Alle 21 Passagiere und die vier Mannschaftsmitglieder waren sofort tot – darunter auch Senator Lundeen. Er starb im Alter von 62 Jahren.